# بخش جنوبی (بوتسوانا)
بخش جنوبی (به لاتین: Southern District) یک ناحیه در بوتسوانا است که در بوتسوانا واقع شده‌است. بخش جنوبی ۲۸٬۴۷۰ کیلومتر مربع مساحت و ۱۸۶٬۸۳۱ نفر جمعیت دارد.